# A hegyi doktor
A hegyi doktor (eredeti címén: Der Bergdoktor) német–osztrák tévéfilmsorozat. A sorozat az 1990-es évek egyik legnépszerűbb sorozata volt Németországban a főműsoridőben sugárzott filmek között. Sikerét sokak szerint a népszerű televíziós színészek, illetve a romantikus tiroli táj vonzerejének köszönhette.
A sorozatot Magyarországon a TV2 és a Duna Televízió is műsorára tűzte már. Előbbin a csatorna indulásának napján is műsorra tűzték, utóbbin 2014-ben is látható volt hétköznap esténként és a hétköznap délelőtti ismétlések alkalmával.

## Történet
A sorozat első négy évadjának főszereplője dr. Thomas Burgner (Gerhart Lippert) és fia, Maxl (Manuel Guggenberger). Burgner doktor a történet elején Münchenben dolgozik mint orvos, de egy nap felkeresi őt a Sonnensteinben (fiktív helyszín) élő apósának, Pankraz Obermeyernek (Walther Reyer) a házvezetőnője, Franzi Pirchner (Enzi Fuchs), hogy tájékoztassa a családot arról, hogy dr. Obermeyer (állatorvos) a halálán van. Burgner doktor a fiával együtt visszatér Sonnensteinbe, ahol Pankraz haraggal fogadja a férfit, akit azzal vádol, hogy miatta halt meg a lánya, és emiatt megtiltja számára, hogy segítsen rajta. Amikor Pankraz állapota rosszabbra fordul, Burgner doktor a tiltás ellenére segít rajta. Ezt követően fiával együtt Sonnensteinben telepedik le, s ő lesz az új „hegyi doktor”.
A történet haladtával Thomas a falusiak és Pankraz jóindulatát, sőt barátságát is elnyeri, s mindeközben megismerjük a helybéliek viszonyait, titkait, betegségeit. Eközben dr. Burgner megismerkedik az aneszteziológus dr. Sabine Spretivel (Anita Zagaria), aki később a felesége lesz, és születik egy közös gyermekük is, Julia. A negyedik évad végén a sorozat készítői bevezették a történetbe az új hegyi doktort, Justus Hallsteint (Harald Krassnitzer), aki az önként távozó, a történet szerint lavinaszerencsétlenség áldozatául esett dr. Burgnert váltja.

## Szereplők
Dr. Thomas Burgner (1-5. évad) szerepében Gerhart Lippert, magyar hangja Háda János
A sorozat első négy évadában a "hegyi doktor" fiával, Maxllel tér vissza Münchenből Sonnensteinba, ahol végül is letelepednek. Apósa Pankraz Obermeyer kezdetben ellenszenvvel fogadta, mert Burgnert okolta lánya halálos autóbalesetéért és féltette megbecsültségét a helybéliek között. Később azonban kapcsolatuk normalizálódott. Dr. Burgner eközben megismerkedett második feleségével, az altatóorvos Sabina Spretivel, akitől második gyermeke, Júlia is megszületett. Miután a Burgnert alakító színész úgy döntött, hogy más szerepeket is kipróbálna, ezért a sorozat alkotói kiírták karakterét a filmből. Filmbéli feleségével egy lavinaszerencsétlenség áldozata lett.
Dr. Justus Hallstein (4-6. évad) szerepében Harald Krassnitzer, magyar hangja Holl Nándor
A sorozat negyedik évadának végén csatlakozott, akkor még dr. Burgner helyetteseként, akik ekkor utaztak el a végzetessé vált kirándulásukra. A Burgner házaspár tragédiáját követően elvállalta a sonnensteini orvosi teendők ellátását. Eleinte a helyiek ellenszenvvel fogadják, de később megbékélnek vele. A történetből kiderül, hogy korábban elveszítette kisfiát. Később ápolónőjével, Christllel tölt egy légyottot, aki legjobb barátjának, Paul Reuthernek a barátnője. A sorozat végén Lisával nemcsak hogy  egybekelnek, hanem kisfiúk születik, akit Adriannak keresztelnek el, s ezzel egyidőben örökbe fogadják az árvaságra jutott Juliant.
Dr. Pankraz Obermayr (1-6. évad) szerepében Walther Reyer, magyar hangja Szersén Gyula
A sonnensteini állatorvos, aki Burgner érkezéséig ellátja a háziorvosi teendőket is. A történet elején súlyos beteg, de veje, Thomas megmenti, majd megbékél vele. Makacs, indulatos, de bölcs ember, aki sok esetben képes a helyiekre hatni. Házvezetőnőjével, Franzival már-már élettársként élnek. A Burgner házaspár halála után magához veszi unokáját Maxlt és annak féltestvérét Júliát is.
Franzi Pirchner (1-6. évad) szerepében Enzi Fuchs, magyar hangja Pásztor Erzsi
Pankraz házvezetőnője és a falu postájának vezetője, később polgármestere. Ő utazott el a sorozat elején Münchenbe, hogy tájékoztassa Thomast az állatorvos állapotáról. Később is Maxl és Julia nagymamájaként viselkedik és segíti Pankrazot a két gyermek nevelésében. A sorozat utolsó részében Pankraz nőül vette.
Maximilian "Maxl" Burgner (1-6. évad) szerepében Manuel Guggenberger, magyar hangja: Előd Álmos, később Előd Botond
Thomas fia és Julia féltestvére. Apjával együtt érkezik Sonnensteinbe, majd annak halála után nagyapja veszi magához. A későbbi részekben már csak hazalátogatásai alkalmával jelenik meg a sorozatban.

## Érdekességek
- Détár Enikő szerepet kapott a Vihar a szívekben (Sturm in Herzen) című részben.[2]
- A Luist alakító Hermann Giefer feltűnik A hegyi doktor – Újra rendel című sorozatban is, Franz szerepében.[3]
- A sorozatot 1998-ban zárták le, de az utolsó évad utolsó nyolc részét a Sat. 1 csak 2005-ben mutatta be Németországban[4]
- Az Alexandra Brauneck grófnőt alakító Michaela May feltűnik A hegyi doktor – Újra rendel című sorozatban is, Monika Buchleitner szerepében.[5]
- A hegyi doktor – Újra rendel című sorozatban főszereplő Monika Baumgartner 1995-ben egyetlen rész (Gelegenheit macht Diebe, azaz Alkalom szüli a tolvajt) erejéig szerepelt ebben a sorozatban is.[6]
- A Paul Reuthert alakító Siemen Rühaak feltűnik A hegyi doktor – Újra rendel első szezonjának utolsó, nyolcadik részében Carsten Grünert szerepében.